# Azocin
Azocin ist eine ungesättigte heterocyclische chemische Verbindung. Es ist der einfachste achtgliedrige ungesättigte stickstoffhaltige Heterocyclus.

## Herstellung
Azocin lässt sich pyrolytisch durch eine Retro-Diels-Alder-Reaktion von Diazabasketen und nachfolgende Abspaltung von Blausäure herstellen.

## Eigenschaften
Azocin ist eine thermisch labile Substanz und zersetzt sich bereits bei −50 °C unter Polymerisation.